# Sindrome epatorenale
La sindrome epatorenale è una condizione medica, pericolosa per la vita, che consiste in un rapido deterioramento della funzionalità renale in soggetti con cirrosi epatica o insufficienza epatica fulminante. La sindrome epatorenale è solitamente fatale, a meno che non venga eseguito un trapianto di fegato. Tuttavia alcuni trattamenti, come la dialisi, possono aumentare la sopravvivenza dei pazienti.
La sindrome può colpire individui con cirrosi (indipendentemente dalla causa), grave epatopatia alcolica o insufficienza epatica fulminante e di solito si verifica quando la funzione epatica si deteriora rapidamente a causa di una lesione acuta, un'intossicazione, un'infezione, un sanguinamento nel tratto gastrointestinale o in seguito all'abuso di farmaci diuretici. La condizione è una complicanza relativamente comune della cirrosi e si verifica nel 18% dei pazienti cirrotici entro un anno dalla diagnosi e nel 39% dei pazienti cirrotici entro cinque anni dalla diagnosi.
Si ritiene che il deterioramento della funzionalità epatica provochi delle alterazioni nella circolazione splancnica, ossia nell'apporto di sangue agli organi addominali, alterando anche il flusso e il tono dei vasi sanguigni nei reni. L'insufficienza renale è una conseguenza di questi cambiamenti, anche se i reni si presentano privi di danni strutturali sia a livello macroscopico sia microscopico: infatti, i reni riprendono a funzionare normalmente dopo un trapianto di fegato. La diagnosi di sindrome epatorenale si basa sugli esami di laboratorio.
Sono state descritte due forme di sindrome epatorenale: il "tipo 1" comporta un calo rapidamente progressivo della funzionalità renale, mentre il "tipo 2" è associato ad ascite (accumulo di liquido nell'addome) che non migliora nonostante la somministrazione di farmaci diuretici standard. Il rischio di morte nella sindrome epatorenale è molto alto: la mortalità degli individui che presentano il "tipo 1" è superiore al 50% nel breve periodo.
L'unica opzione di trattamento a lungo termine è il trapianto di fegato. In attesa del trapianto, le persone con la sindrome spesso ricevono altri trattamenti che consentono di migliorare le anomalie dei vasi sanguigni, tra cui una terapia di supporto farmacologica o l'inserimento di uno shunt portosistemico intraepatico transgiugulare (TIPS), che consiste in un piccolo shunt in grado di ridurre la pressione sanguigna a livello del circolo portale. Alcuni pazienti possono richiedere l'emodialisi per sostenere la funzione renale, o una tecnica più recente chiamata dialisi epatica che permette di eliminare dal sangue le sostanze tossiche generalmente trattate dal fegato.

## Classificazione

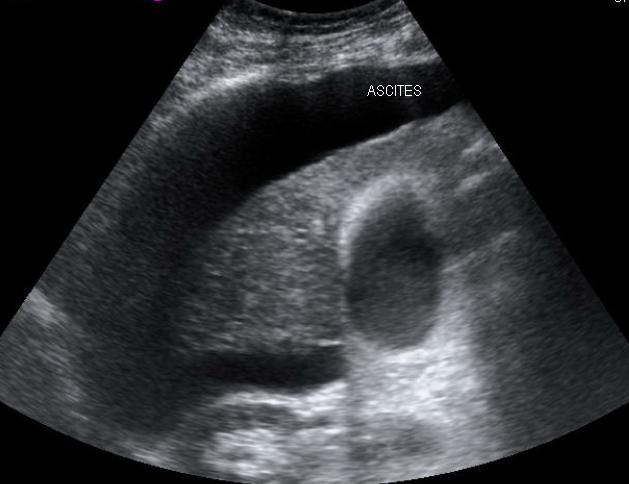
Lo sviluppo di ascite (come si vede in questa ecografia addominale) refrattaria alla somministrazione di farmaci diuretici, nei pazienti cirrotici, è associata alla sindrome epatorenale di "tipo 2"

La sindrome epatorenale è una causa particolare di insufficienza renale che colpisce gli individui con cirrosi epatica o, più raramente, con insufficienza epatica fulminante. La condizione comporta la costrizione dei vasi sanguigni renali e la dilatazione dei vasi nella circolazione splancnica che perfonde l'intestino. La classificazione della sindrome epatorenale individua due categorie di insufficienza renale, il "tipo 1" e il "tipo 2"; entrambe si verificano in soggetti che presentano o cirrosi o insufficienza epatica fulminante. In entrambe le categorie, il deterioramento della funzionalità renale è quantificato dall'aumento dei livelli di creatinina nel sangue o tramite l'osservazione di una ridotta clearance della creatinina nelle urine.

### Sindrome epatorenale di "tipo 1"
La sindrome epatorenale di "tipo 1" è caratterizzata da insufficienza renale rapidamente progressiva, definita in base al valore della creatinina sierica (raddoppio rispetto ai valori di base fino a valori superiori a 2,5 mg/dL) in un periodo inferiore alle due settimane. La prognosi delle persone che presentano il "tipo 1" è particolarmente infausta, con un tasso di mortalità superiore al 50% dopo un mese. I pazienti presentano generalmente ipotensione e possono richiedere una terapia farmacologica per migliorare la forza di contrazione del muscolo cardiaco (farmaci inotropi) o altri farmaci per mantenere la pressione arteriosa (vasocostrittori).

### Sindrome epatorenale di "tipo 2"
Al contrario, il "tipo 2" presenta un'insorgenza e una progressione più lente. Essa è definita da un aumento del livello sierico di creatinina che diviene superiore ai 133 mmol/L (1,5 mg/dL) o una clearance della creatinina inferiore a 40 mL/min con il sodio urinario inferiore ai 10 µmol/L.
La sopravvivenza mediana è di circa sei mesi, se non viene effettuato un trapianto di fegato. Si ritiene che il "tipo 2" sia associato a ipertensione portale (aumento della pressione nella circolazione della vena porta), che esordisce con lo sviluppo di liquido nell'addome (ascite). Con la progressione del quadro clinico, l'ascite diventa resistente alla terapia diuretica, poiché i reni non sono più in grado di eliminare sufficiente sodio. La maggior parte delle persone con il "tipo 2" presenta ascite diuretico-resistente prima di sviluppare un deterioramento della funzionalità renale.

## Storia
Le prime segnalazioni di insufficienza renale che si verificavano in soggetti con malattie croniche del fegato, furono riportate, verso la fine del XIX secolo, da Friedrich von Frerichs e Austin Flint. Tuttavia, la sindrome epatorenale fu definita come insufficienza renale acuta che si verificava in seguito a interventi chirurgici sul sistema biliare. La sindrome fu ben presto nuovamente associata alla malattia epatica avanzata e, nel 1950, fu clinicamente definita da Sherlock, Hecker, Papper e Vessin come una patologia associata ad anomalie emodinamiche sistemiche e caratterizzata da una mortalità elevata. Hecker e Sherlock, in particolare, identificarono che gli individui affetti dalla sindrome presentavano un'escrezione urinaria di sodio molto bassa e una riduzione delle proteine nel sangue.
Murray Epstein fu il primo a caratterizzare la vasodilatazione splancnica e la vasocostrizione renale come le alterazioni emodinamiche principali nei pazienti affetti dalla sindrome. La natura funzionale della compromissione renale nella malattia è stata dimostrata da studi che evidenziano come i reni trapiantati da pazienti con sindrome epatorenale tornano a funzionare nel nuovo ospite. Ciò ha portato a ipotizzare che la sindrome sia il risultato di una condizione sistemica e non una malattia renale. Il primo tentativo sistematico di definire la sindrome epatorenale è stato fatto nel 1994 dall'International Ascites Club, un gruppo di specialisti in epatologia. La storia più recente riguardo alla sindrome ha coinvolto le scoperte dei vari mediatori vasoattivi che causano le variazioni del flusso sanguigno proprie della condizione.

## Epidemiologia
Siccome la maggior parte degli individui con sindrome epatorenale presenta cirrosi, gran parte dei dati epidemiologici viene dalla popolazione cirrotica. La condizione è abbastanza comune: circa il 10% dei soggetti ricoverati in ospedale con ascite hanno la sindrome. Uno studio retrospettivo sui pazienti cirrotici trattati con terlipressina ha suggerito che il 20% di insufficienza renale acuta nei pazienti cirrotici è dovuta alla sindrome epatorenale di "tipo 1" e il 6,6% è dovuta al "tipo 2". Si stima che il 18% degli individui con cirrosi e ascite svilupperà la sindrome entro un anno dalla diagnosi di cirrosi e il 39% di questi individui la svilupperò entro cinque anni. Tre fattori di rischio indipendenti per lo sviluppo della sindrome epatorenale nei pazienti cirrotici sono stati identificati: dimensioni del fegato, attività della renina plasmatica e la concentrazione di sodio nel siero.
La prognosi di questi pazienti è spesso infausta, con i pazienti non trattati che hanno una sopravvivenza estremamente breve. La gravità della malattia epatica (come dimostra la scala MELD) ha dimostrato di essere un fattore determinante nell'esito. Alcuni pazienti senza cirrosi sviluppano la sindrome epatorenale con un'incidenza di circa il 20%, come si è dimostrato in uno studio sui pazienti affetti da epatite alcolica.

## Segni e sintomi
Entrambi i tipi di sindrome epatorenale condividono tre scenari principali: funzione epatica alterata, alterazioni nella circolazione e insufficienza renale. Poiché questi fenomeni non necessariamente presentano sintomi nei primi stadi della malattia, gli individui con la sindrome epatorenale ricevono una diagnosi della loro condizione sulla base di esami di laboratorio alterati. La maggior parte delle persone che sviluppano la sindrome presentano cirrosi e possono avere segni e sintomi della stessa, i quali possono include ittero, alterazione dello stato mentale, capacità nutritizia diminuita e presenza di ascite. In particolare, ascite resistente all'uso di farmaci diuretici è caratteristica di "tipo 2". L'oliguria, che è una diminuzione del volume di urina, può verificarsi come conseguenza dell'insufficienza renale. Tuttavia, alcuni individui con la sindrome epatorenale continuano a produrre una quantità normale di urina.

## Eziologia
La sindrome epatorenale di solito colpisce gli individui con cirrosi e con una pressione elevata nel sistema della vena porta (condizione chiamata ipertensione portale). Mentre la sindrome può svilupparsi in qualsiasi tipo di cirrosi, è più comune nei soggetti con cirrosi alcolica, in particolare se vi è una concomitante epatite alcolica identificabile grazie a biopsie epatiche. La sindrome può verificarsi anche in individui privi di cirrosi, ma con insufficienza epatica fulminante.
Sono stati trovati alcuni fattori che rendono gli individui con cirrosi o insufficienza epatica più vulnerabili allo sviluppo della condizione. Questi includono un'infezione batterica, l'epatite acuta alcolica o il sanguinamento del tratto gastrointestinale superiore. La peritonite batterica spontanea, che è l'infezione del liquido ascitico, è un fattore comune negli individui cirrotici che sviluppano la sindrome. La sindrome a volte può essere innescata da trattamenti per le complicanze della malattia epatica: fattori causali iatrogeni della condizione includono l'uso aggressivo di farmaci diuretici o la rimozione di grandi volumi di liquido ascitico attraverso la paracentesi dalla cavità addominale senza l'adeguata compensazione di fluidi per via endovenosa.

## Diagnosi
Vi possono essere molte cause di insufficienza renale in soggetti che presentano cirrosi o insufficienza epatica fulminante. Di conseguenza, risulta difficile distinguere la sindrome epatorenale da altre patologie che causano insufficienza renale in pazienti con malattia epatica avanzata. Come risultato, sono stati indicati diversi criteri per aiutare la diagnosi.
I criteri principali includono: malattia epatica con ipertensione portale, insufficienza renale, assenza di shock, presenza di infezioni, un recente trattamento con farmaci che influenzano la funzionalità renale e le perdite di fluido, assenza di un prolungato miglioramento della funzionalità renale nonostante la somministrazione di 1,5 litri di soluzione fisiologica per via endovenosa, assenza di proteinuria e l'assenza di malattia renale o ostruzione del flusso renale, come si può osservare mediante ecografia.
I criteri minori sono i seguenti: una diminuita escrezione urinaria (meno di 500 mL al giorno), bassa concentrazione di sodio nelle urine, un'osmolalità dell'urina maggiore di quella nel sangue, assenza di globuli rossi nelle urine e una concentrazione sierica di sodio inferiore a 130 mmol/L.
Molte altre malattie del rene sono associate a malattia epatica e devono essere escluse prima di formulare una diagnosi di sindrome epatorenale. Gli individui con pre-insufficienza renale non presentano danni ai reni ma, allo stesso modo degli affetti dalla sindrome, presentano disfunzione renale a causa della riduzione del flusso ematico ai reni. Inoltre, analogamente alla sindrome epatorenale, la condizione di pre-insufficienza provoca la formazione di urina che ha una concentrazione molto bassa di sodio. Tuttavia, in contrasto con la sindrome, la pre-insufficienza renale risponde al trattamento con fluidi per via endovenosa, con conseguente riduzione della creatinina sierica e aumentata escrezione di sodio. La necrosi tubulare acuta (ATN) comporta danni ai tubuli renali e può essere una complicazione nei soggetti con cirrosi, a causa della somministrazione di farmaci potenzialmente dannosi per lo sviluppo di un'ipotensione arteriosa. A causa dei danni ai tubuli, i reni colpiti da necrosi tubulare acuta solitamente non sono in grado di riassorbire gran parte del sodio. Come risultato, l'ATN può essere distinta dalla sindrome epatorenale sulla base di esami di laboratorio: gli individui affetti da ATN avranno livelli di sodio urinario molto superiori a quelli con la sindrome epatorenale. Tuttavia, questo non è sempre vero nel caso dei pazienti cirrotici.
Alcune infezioni virali epatiche, compresa l'epatite B e l'epatite C possono anche portare all'infiammazione del glomerulo renale. Altre cause di insufficienza renale in soggetti con malattia epatica sono: tossicità da farmaci (in particolare la gentamicina) o nefropatia da contrasto, causata dalla somministrazione endovenosa di mezzo di contrasto utilizzato per indagini di imaging biomedico.

## Fisiopatologia

Lo schema dimostra la teoria dell'"underfill" per spiegare la fisiopatologia sia dell'ascite sia della sindrome epatorenale

Si ritiene che l'insufficienza renale nella sindrome epatorenale derivi da alterazioni del tono dei vasi sanguigni nei reni. La teoria predominante (la cosiddetta teoria dell"underfill'") è che i vasi sanguigni, nella circolazione renale, vengano costretti a causa della dilatazione dei vasi sanguigni della circolazione splancnica (che perfonde l'intestino). Ciò è dovuto ai fattori rilasciati dalla malattia epatica. L'ossido nitrico, le prostaglandine, e altre sostanze vasoattive sono state ipotizzate come possibili fattori responsabili della vasodilatazione dei vasi splancnici nei casi di cirrosi. La conseguenza di questo fenomeno è una diminuzione nel volume "efficace" di sangue rilevata dall'apparato juxtaglomerulare, che porta alla secrezione di renina e all'attivazione del sistema renina-angiotensina, le quali determinano la vasocostrizione dei vasi sistemici e, nello specifico, di quelli renali. Tuttavia, questo effetto non è sufficiente a contrastare la vasodilatazione nella circolazione splancnica, portando a persistente "underfilling" della circolazione renale e peggioramento della situazione, con conseguente insufficienza renale.
Studi effettuati a riguardo di questa teoria, hanno dimostrato che vi è, nella sindrome epatorenale, una generale diminuzione della resistenza vascolare sistemica, ma che le misurazioni femorali e renali della frazione della gittata cardiaca appaiono rispettivamente aumentate e diminuite, suggerendo che la vasodilatazione splancnica è implicata nell'insufficienza renale.

Il diagramma mostra la correlazione ipotizzata tra le caratteristiche cliniche e fisiopatologiche dell'ascite e della sindrome epatorenale

Sono state ipotizzate molte sostanze chimiche vasoattive che possono essere coinvolte nella mediazione dei cambiamenti emodinamici sistemici, incluso il peptide natriuretico atriale, la prostaciclina, il trombossano A2 e l'endotossina. In aggiunta a questo, è stato osservato che la somministrazione di farmaci per contrastare la vasodilatazione splancnica (come l'ornipressina, la terlipressina e l'octreotide) porta a un miglioramento del tasso di filtrazione glomerulare (che è una misura quantitativa della funzionalità renale), nei pazienti con sindrome epatorenale, fornendo ulteriori prove che la vasodilatazione splancnica è un elemento chiave della sua patogenesi.
La teoria "underfill" implica l'attivazione del sistema renina-angiotensina-aldosterone, che porta a un aumento dell'assorbimento di sodio dal tubulo renale (definita come "avida ritenzione di sodio") mediata dall'aldosterone, che agisce sui recettori mineralcorticoidi nel tubulo contorto distale. Si ritiene che ciò possa essere un ulteriore passaggio fondamentale nella patogenesi dell'ascite nei pazienti cirrotici.

## Prevenzione

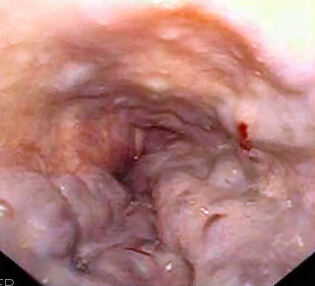
Immagine endoscopica dell'esofago che mostra prominenti varici esofagee: il sanguinamento di tali varici può essere un fattore aggravante della sindrome epatorenale in soggetti cirrotici e può essere prevenuto con la diagnosi precoce e il trattamento

Il rischio di morte nella sindrome epatorenale è molto alto, di conseguenza, vi è una notevole enfasi sull'identificazione dei pazienti potenzialmente a rischio di sviluppare la sindrome e nella sua prevenzione. Poiché l'infezione (in particolare la peritonite batterica spontanea) e l'emorragia gastrointestinale sono entrambe complicazioni frequenti in soggetti con cirrosi e sono inoltre fattori causali comuni per la sindrome, il trattamento prevede l'identificazione specifica precoce e la gestione dei pazienti cirrotici con queste complicazioni a scopo preventivo. Grazie ad alcune strategie terapeutiche l'ascite può essere prevenuta. L'uso aggressivo di farmaci diuretici dovrebbe essere comunque evitato. Inoltre, molti farmaci che vengono utilizzati sia per curare le complicanze della cirrosi (come alcuni antibiotici) sia per altre patologie, possono causare una compromissione della funzionalità renale sufficiente a comportare sindrome epatorenale nei pazienti cirrotici. Inoltre, un elevato volume di drenaggio ottenuto con paracentesi, che consiste nella rimozione del liquido ascitico dall'addome usando un ago o un catetere per alleviare i sintomi, può provocare alterazioni dell'emodinamica sufficiente a far sviluppare la sindrome e, perciò, questo deve essere evitato negli individui a rischio. L'infusione concomitante di albumina può evitare la disfunzione circolatoria che si verifica dopo la paracentesi e può così prevenire la sindrome epatorenale. Al contrario, in soggetti con ascite tesa, è stato ipotizzato che la rimozione di liquido possa migliorare la funzionalità renale diminuendo la pressione sulle vene renali.
Gli individui affetti da ascite che presentano infezione spontanea (definita come peritonite batterica spontanea o PBS) presentano un rischio particolarmente elevato per lo sviluppo della sindrome. Nei soggetti con PBS, uno studio randomizzato controllato ha rilevato che la somministrazione di albumina per via endovenosa durante il primo e il terzo giorno di ricovero in ospedale, aveva ridotto sia il tasso di insufficienza renale sia il tasso di mortalità.

## Trattamento

### Il trapianto di fegato
Il trattamento definitivo per la sindrome epatorenale è il trapianto ortotopico di fegato, tutte le altre terapie possono essere utilizzate come propedeutiche al trapianto. Anche se il trapianto di fegato è di gran lunga la migliore opzione disponibile, la mortalità è stata dimostrata essere più elevata del 25% entro il primo mese dopo il trapianto. Gli individui affetti dalla sindrome che evidenziavano una disfunzione epatica maggiore (quantificata come un punteggio MELD superiore a 36) sono stati trovati identificati come al massimo rischio di mortalità precoce dopo il trapianto di fegato. Un ulteriore deterioramento della funzione renale, anche dopo il trapianto, è stato dimostrato in diversi studi, tuttavia ciò appare transitorio e si ritiene che possa essere causato dell'assunzione di farmaci tossici per i reni, in particolare gli immunosoppressori, come la ciclosporina e il tacrolimus, che sono noti per peggiorare la funzionalità renale. Sul lungo termine, la funzionalità renale, negli individui con sindrome epatorenale che hanno ricevuto un trapianto, tende a recuperare in quasi ogni caso e gli studi dimostrano che i tassi di sopravvivenza a tre anni sono simili a chi ha ricevuto un trapianto di fegato per motivi diversi.
In attesa di trapianto di fegato, altre strategie possono essere messe in atto per preservare la funzionalità renale: queste includono l'uso di infusioni endovenose di albumina, la somministrazione di farmaci (in particolar modo analoghi della vasopressina, che produce una vasocostrizione splancnica), procedure di radiologia interventistica per diminuire la pressione nella vena porta, dialisi e dialisi epatica.

### Terapia medica
Molti studi mostrano importanti miglioramenti della funzionalità renale, in pazienti con sindrome epatorenale, grazie all'espansione del volume plasmatico per mezzo di albumina per via endovenosa. La quantità di albumina somministrata è di 1 grammo per chilogrammo di peso corporeo al primo giorno, seguita da 20 a 40 grammi nei giorni successivi. In particolare, gli studi hanno dimostrato che il trattamento con sola albumina, è inferiore al trattamento con altri farmaci in combinazione con la stessa. La maggior parte degli studi di valutazione pre-trapianto comportano terapie con l'uso di albumina in combinazione con altri trattamenti medici o procedurali.
La midodrina è un farmaco alfa-agonista e l'octreotide è un peptide analogo della somatostatina, un ormone coinvolto nella regolazione del tono dei vasi sanguigni nel tratto gastrointestinale. I farmaci sono, rispettivamente, vasocostrittori sistemici e inibitori della vasodilatazione splancnica e non hanno mostrato utilità se usati singolarmente nel trattamento della sindrome epatorenale. Tuttavia, uno studio condotto su 13 pazienti affetti dalla sindrome, ha mostrato un miglioramento significativo della funzionalità renale quando i due sono stati usati insieme (con la midodrina somministrata per via orale e l'octreotide per via sottocutanea ed entrambi dosati a seconda della pressione del sangue), con tre pazienti sopravvissuti alla condizione. Un altro studio, non randomizzato, osservazionale sui pazienti con sindrome epatorenale trattati con octreotide per via sottocutanea e midodrina orale, ha dimostrato che non vi è stato un aumento della sopravvivenza a 30 giorni.
L'ornipressina, un vasocostrittore, è stata trovata, in alcuni studi, essere utile nel miglioramento della funzionalità renale nei pazienti con sindrome epatorenale, ma il suo utilizzo è limitato in quanto può causare gravi ischemie in importanti organi. La terlipressina è un analogo della vasopressina, che si è dimostrata utile per migliorare la funzionalità renale nei pazienti con sindrome epatorenale comportando una minore incidenza di ischemia. Una critica fatta a tutte queste terapie farmacologiche è che è stata utilizzata la funzionalità renale, invece della mortalità, come misura dell'esito.
Altri agenti studiati per il trattamento della sindrome epatorenale includono: pentossifillina, acetilcisteina e misoprostol. La prova di tutte queste terapie è basata o su una serie di casi o, nel caso della pentossifillina, dai dati estrapolati da un sottogruppo di pazienti trattati per epatite alcolica.

### Trattamenti interventistici

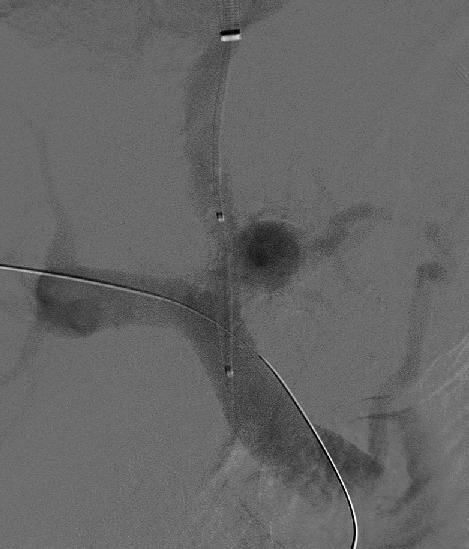
Procedura di shunt portosistemico intraepatico transgiugulare. Tale metodica ha dimostrato di migliorare la funzionalità renale nei pazienti con sindrome epatorenale, se la pressione portale diminuisce a seguito della procedura.

Lo shunt portosistemico intraepatico transgiugulare (in inglese: Transjugular intrahepatic portosystemic shunt, TIPS) comporta la decompressione delle elevate pressioni presenti nella circolazione portale, inserendo un piccolo stent tra la vena porta e la vena epatica. Questo viene fatto attraverso cateteri, guidati radiologicamente, che vengono passati nella vena epatica o attraverso la vena giugulare interna o la vena femorale comune. Teoricamente, una diminuzione della pressione portale è ritenuta in grado di invertire i fenomeni emodinamici che alla fine portano allo sviluppo della sindrome epatorenale. La procedura ha dimostrato di migliorare la funzionalità renale nei pazienti con sindrome epatorenale. Le complicazioni della TIPS per il trattamento della sindrome includono il peggioramento dell'encefalopatia epatica (in quanto la procedura prevede la creazione forzata di uno shunt porto-sistemico, aggirando, di fatto, la capacità del fegato di elaborare le tossine), l'impossibilità di raggiungere una riduzione adeguata della pressione portale e un possibile sanguinamento.
La dialisi epatica comporta una dialisi extracorporea allo scopo di rimuovere le tossine dalla circolazione, solitamente attraverso l'aggiunta di un secondo circuito di dialisi contenente una membrana costituita da albumina. Questa tecnica ha già dato buoni risultati, ma è ancora in via di sviluppo.
La terapia di sostituzione renale (emodialisi) può essere richiesta per trattare individui con sindrome epatorenale in attesa di trapianto di fegato, anche se la condizione del paziente può decidere le modalità da utilizzare. L'uso della dialisi, tuttavia, non porta a recupero o alla conservazione della funzionalità renale nei pazienti con sindrome epatorenale ed è, essenzialmente, utilizzata solo per evitare le complicazioni dovute a insufficienza renale fino a quando il trapianto può avvenire. In pazienti sottoposti a emodialisi, vi si potrebbe anche riscontrare un aumento del rischio di mortalità dovuta a ipotensione, sebbene studi adeguati debbano ancora essere eseguiti. Come risultato, il ruolo della terapia di sostituzione renale nei pazienti con la sindrome rimane ancora poco chiara.